# 50. Internationale Sechstagefahrt

Veranstaltungsort Isle of Man der 50. Internationalen Sechstagefahrt

Die 50. Internationale Sechstagefahrt war die Mannschaftsweltmeisterschaft im Endurosport und fand vom 13. bis 18. Oktober 1975 auf der Isle of Man statt. Die Nationalmannschaft der Bundesrepublik Deutschland konnte zum fünften Mal die World Trophy gewinnen. Die Nationalmannschaft Italiens gewann zum vierten Mal die Silbervase.

## Wettkampf

### Organisation
Die Kronbesitzung Isle of Man trug die Veranstaltung bereits zum dritten Mal aus, nachdem bereits die 40. (1965) und 46. Internationale Sechstagefahrt (1971) hier stattgefunden hatten.
Zwei bedeutende Regeländerungen wurden erstmals angewandt: So wurden die Strafpunkte durch Zeitpunkte ersetzt. Die Rangfolge galt dabei von den geringsten zu den meisten Punkten. Für einen Fahrerausfall gab es pro Tag 15.000 Punkte.
Die zweite Änderung war, dass fortan pro Nation nur noch eine Silbervasenmannschaft gestellt werden durfte.
Für den Wettkampf waren Fahrer von 16 Motorsportverbänden der FIM gemeldet. Um die Trophy-Wertung fuhren Mannschaften aus elf Nationen. Zudem waren 13 Silbervasen-, 34 Fabrik- und 40 Club-Mannschaften am Start.
Die BRD nahm an der World Trophy und Silbervase teil. Die DDR nahm an der Silbervase und Österreich an der World Trophy teil.
Innerhalb der sechs Tage waren insgesamt 1.663,9 Kilometer zu bewältigen.

### 1. Tag
Insgesamt 307 Fahrer nahmen den Wettkampf auf. Die erste Tagesetappe war 292 Kilometer lang, führte quasi einmal in Küstennähe um die Insel herum und enthielt größtenteils Straßenstücke. Die Sonderprüfungen waren eine Beschleunigungsprüfung sowie eine etwa 5 Kilometer lange Motocross-Prüfung auf der Halbinsel Douglas Head. Der erste Fahrtag wurde von einem tödlichen Unfall überschattet: Der US-Amerikaner Bren Moran war auf einem ehemaligen Bahndamm schwer gestürzt und verstarb noch auf dem Weg ins Krankenhaus.
In der World Trophy führte die Mannschaft der BRD, vor Polen und der Mannschaft der Niederlande. Die österreichische Mannschaft lag auf dem 5. Platz.
Bei der Silbervasenwertung führte die Mannschaft der DDR vor der Tschechoslowakei der Mannschaft der BRD.

### 2. Tag
Am zweiten Tag war größtenteils die Strecke des Vortags zu absolvieren, es waren 282 Kilometer zu fahren. Die Sonderprüfungen waren eine Beschleunigungsprüfung mit Lautstärkenmessung und ein Motocrosstest auf Douglas Head. Das Wetter war trocken und für die Jahreszeit kühl.
In der World Trophy führte die Mannschaft der BRD vor Schweden und der Mannschaft der Niederlande. Die österreichische Mannschaft lag auf dem 7. Platz.
Bei der Silbervasenwertung führte die Mannschaft der Tschechoslowakei vor der BRD und der Mannschaft der Niederlande. In der Mannschaft der DDR schied Ewald Schneidewind aus: Er zog sich bei einem selbst verschuldeten Unfall eine Fraktur des linken großen Zehs sowie drei Rippenbrüche zu. Das Team rutschte dadurch auf den 11. Platz ab.

### 3. Tag
Die dritte Tagesetappe war mit 311 Kilometern die längste der Veranstaltung und war ein zweimal zu absolvierender Rundkurs ins Hochland der Insel. Das Wetter war bei Start noch trocken, gegen Mittag begann es leicht später bei starkem Wind sehr stark zu regnen. Im Streckenabschnitt um den Snaefell gab es Nebel mit Sichtweiten von nur wenigen Metern sowie Regen und Graupel bei stark böigem Wind. Am Nachmittag schlug das Wetter um und es zeigte sich leichter Sonnenschein.
In der World Trophy führte weiter die Mannschaft der BRD vor Italien und der Mannschaft der Tschechoslowakei. Die österreichische Mannschaft lag nach gleich zwei Fahrerausfällen auf Platz 8.
Bei den Silbervasenmannschaften war der Tscheche Petr Válek durch Juryentscheid rückwirkend ab Montag ausgeschlossen worden, da er dort 10 Minuten zu früh durch eine Zeitkontrolle gefahren war.
Somit führte in der Wertung die Mannschaft der BRD vor Italien und der Mannschaft der Niederlande. Die DDR-Mannschaft lag auf dem 10. Platz.
Nach Ende des dritten Fahrtags waren von den 307 Startern bereits 73 ausgeschieden.

### 4. Tag
Am vierten Tag war die auf 308 Kilometer Länge minimal veränderte Strecke des Vortags in entgegengesetzter Richtung zu fahren. An Sonderprüfungen waren eine Beschleunigungsprüfung mit Lautstärkenmessung über 200 Meter sowie eine Motocrossprüfung auf Douglas Head zu absolvieren. Das Wetter war niederschlagsfrei.
In der World Trophy führte nach wie vor die Mannschaft der BRD vor der Italien und der Mannschaft der Tschechoslowakei. Die österreichische Mannschaft belegte den 9. Platz.
Bei der Silbervasenwertung führte die Mannschaft Italiens vor der BRD der und der Mannschaft der Niederlande. Die Mannschaft der DDR belegte Platz 9.
57 Fahrer schieden aus dem Wettbewerb aus.

### 5. Tag
Die Tagesetappe war ein zweimal zu fahrender Rundkurs über insgesamt 287 Kilometer durch den Südwesten der Insel. Das Wetter war niederschlagsfrei.
In der World Trophy führte unverändert die Mannschaft der BRD vor Italien und der Mannschaft der Tschechoslowakei. Die Mannschaft Österreichs lag auf dem 8. Platz.
Bei der Silbervasenwertung führte ebenso unverändert die Mannschaft Italiens der BRD der Mannschaft der Niederlande. In der DDR-Mannschaft schied mit Gerhard Haatz der zweite Fahrer aus. Sein Motorrad hatte einen Getriebeschaden erlitten. Das Team belegte den 10. Platz.

### 6. Tag

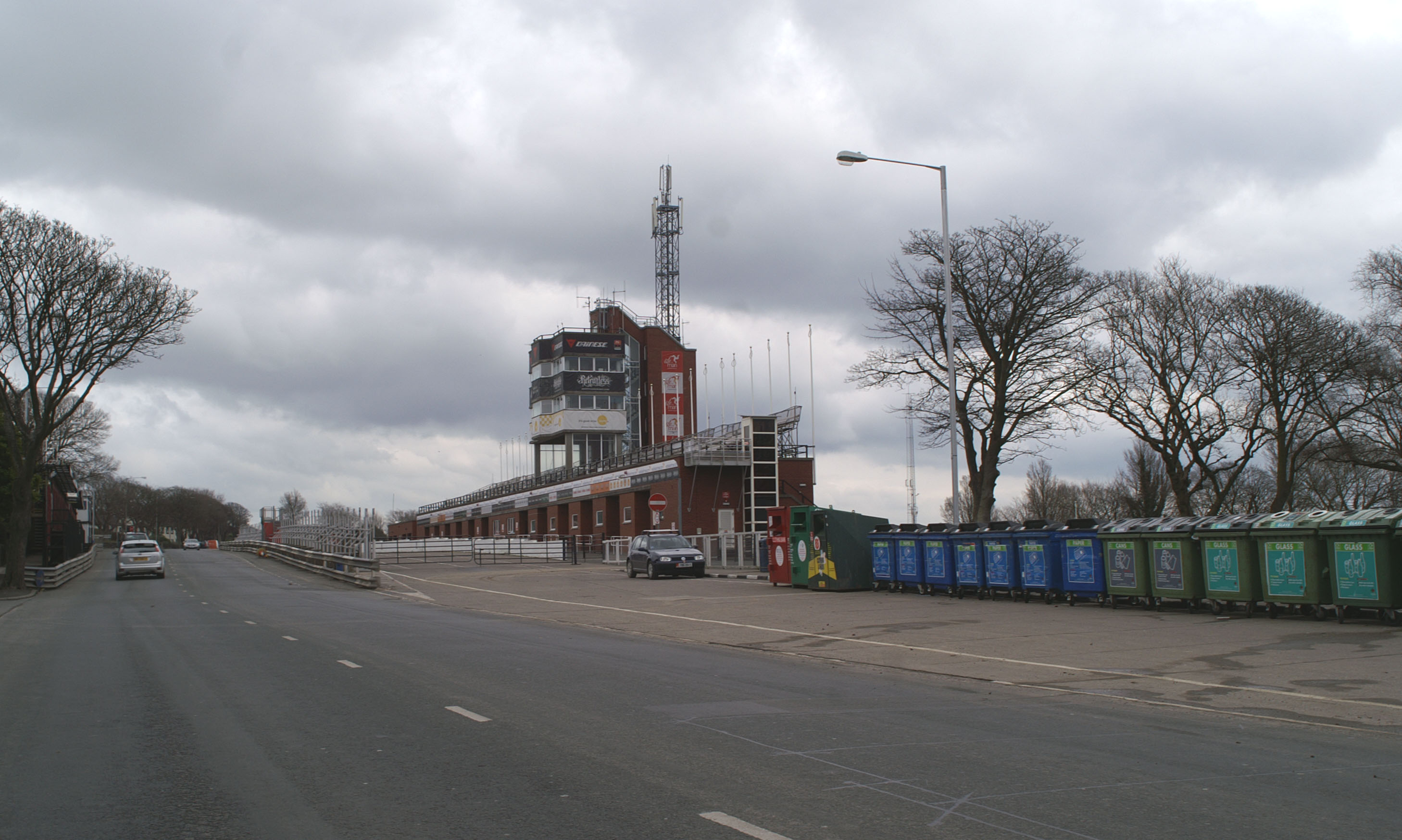
Der Start zum Abschlussrennen erfolgte am Grandstand, an dem sich auch der Start für die Isle of Man TT befindet.

Die Tagesetappe hatte eine Länge von 138 Kilometern und führte über ein Teilstück des Vortags in umgekehrter Richtung. Das Wetter war weiter niederschlagsfrei.
Das Abschlussrennen über drei Runden von je 5,23 Kilometern startete am Grandstand, an dem sich auch der Start für die Isle of Man TT befindet. Die drei Runden mussten in einer vorgeschriebenen Zeit zurückgelegt werden.
Von 307 am ersten Tag gestarteten Fahrern erreichten 140 das Ziel.

## Endergebnisse

### World Trophy
| Platz | Team                   | Punkte    |
| ----- | ---------------------- | --------- |
| 1.    | BR Deutschland         | 282,5     |
| 2.    | Italien                | 2040,0    |
| 3.    | Tschechoslowakei       | 2.836,2   |
| 4.    | Niederlande            | 11.681,8  |
| 5.    | Polen                  | 52.632,1  |
| 6.    | Vereinigte Staaten     | 93.493,7  |
| 7.    | Österreich             | 126.629,3 |
| 8.    | Kanada                 | 127.847,7 |
| 9.    | Schweden               | 138.814,8 |
| 10.   | Vereinigtes Königreich | 140.322,4 |
| 11.   | Frankreich             | 227.854,6 |

### Silbervase
| Platz | Team                            | Punkte    |
| ----- | ------------------------------- | --------- |
| 1.    | Italien                         | 951,4     |
| 2.    | BR Deutschland                  | 2.073,3   |
| 3.    | Niederlande                     | 8.800,6   |
| 4.    | Vereinigte Staaten              | 53.333,5  |
| 5.    | Vereinigtes Königreich          | 82.992,5  |
| 6.    | Tschechoslowakei                | 90.376,8  |
| 7.    | Schweden                        | 99.208,0  |
| 8.    | Irland                          | 99.475,0  |
| 9.    | Frankreich                      | 99.966,1  |
| 10.   | Belgien                         | 102.232,0 |
| 11.   | Deutsche Demokratische Republik | 105.169,5 |
| 12.   | Spanien                         | 109.881,2 |
| 13.   | Kanada                          | 258.022,4 |

## Einzelwertung
Von den 167 Fahrern im Ziel erhielten 71 Gold-, 25 Silber- und 21 Bronzemedaillen.